# Thomas Tuchel
Thomas Tuchel (phát âm tiếng Đức: [ˈtoːmas ˈtʊxl̩]; sinh ngày 29 tháng 8 năm 1973) là một cựu cầu thủ bóng đá chuyên nghiệp người Đức và hiện đang là huấn luyện viên trưởng của đội tuyển bóng đá quốc gia Anh. Được đánh giá là một trong những huấn luyện viên bóng đá xuất sắc nhất thế giới trong thế hệ của mình, ông nổi tiếng nhờ tư duy chiến thuật xuất sắc và khả năng biến đổi chiến thuật tài tình trong nhiều tình huống.
Sinh ra ở Krumbach, Tuchel giải nghệ ở tuổi 25 sau một chấn thương sụn đầu gối mãn tính; năm 2000, ông bắt đầu sự nghiệp huấn luyện của mình với tư cách là huấn luyện viên đội trẻ tại VfB Stuttgart, và vào năm 2009, sau một năm làm việc tại FC Augsburg II, ông được Mainz 05 thuê. Ông rời Mainz vào năm 2014 và được bổ nhiệm tại câu lạc bộ đồng hương Bundesliga là Borussia Dortmund vào năm 2015 và giành được DFB-Pokal trước khi bị sa thải vào năm 2017. Ông được câu lạc bộ Pháp Paris Saint-Germain thuê vào năm 2018 và giành được hai chức vô địch, trong đó có một cú ăn bốn trong nước trong mùa giải thứ hai của ông và dẫn dắt câu lạc bộ đến trận chung kết UEFA Champions League đầu tiên.
Tuchel sau đó được Chelsea bổ nhiệm vào năm 2021, nơi ông đã giành chức vô địch Champions League trong mùa giải đầu tiên và được vinh danh là Huấn luyện viên bóng đá xuất sắc nhất FIFA. Ông bị sa thải khỏi vị trí huấn luyện viên vào năm 2022 sau những bất đồng với Chelsea và được bổ nhiệm tại Bayern München vào năm 2023. Năm 2024, ông trở thành tân huấn luyện viên của đội tuyển bóng đá quốc gia Anh và bắt đầu huấn luyện đội bóng này kể từ năm 2025.

## Sự nghiệp cầu thủ
Sinh ra ở Krumbach, Tuchel ban đầu tham gia câu lạc bộ địa phương TSV Krumbach; sau đó chuyển đến học viện của FC Augsburg vào năm 1988. Tuy nhiên, Tuchel không bao giờ thi đấu ở đội một. Tuchel chỉ được ra mắt khi bước sang tuổi 19, khi ông nhanh chóng nắm lấy cơ hội chuyển tới thi đấu cho đội bóng chơi ở Bundesliga 2 là Stuttgarter Kickers vào năm 1992.
Tuchel chơi tám trận trong mùa giải 1992–93. Sau mùa giải 1993–94, ông bị loại khỏi đội một của Kickers và gia nhập SSV Ulm, đội bóng đang thi đấu ở giải Regionalliga Süd. Chơi ở vị trí trung vệ, Tuchel đã có 69 lần ra sân cho câu lạc bộ này cho đến khi buộc phải giải nghệ vào năm 1998, ở tuổi 25, vì chấn thương sụn đầu gối.

## Sự nghiệp huấn luyện

### Những năm đầu sự nghiệp
Tuchel bắt đầu sự nghiệp huấn luyện vào năm 2000 khi được bổ nhiệm làm huấn luyện viên đội trẻ của VfB Stuttgart, ươm mầm và phát triển tài năng của các cầu thủ mà tương lai có vị trí trong đội hình chính; trong số đó có Mario Gómez và Holger Badstuber. Năm 2005, Tuchel trở lại Augsburg. Câu lạc bộ này rất ấn tượng với khả năng huấn luyện, ươm mầm và bồi dưỡng tài năng các cầu thủ trẻ của ông; chính bởi thế mà Tuchel được bổ nhiệm làm điều phối viên phụ trách đội trẻ. Tuchel làm công việc này trong ba năm, sau đó chuyển sang công tác huấn luyện chuyển nghiệp khi nhận được đề nghị cho vị trí huấn luyện viên trưởng đội một của Augsburg II ở mùa giải 2007–08. Tại Augsburg II, Tuchel dẫn dắt các cầu thủ trong đó bao gồm Julian Nagelsmann, vốn là một hậu vệ nhưng mẫn cảm với chấn thương, phải giải nghệ sớm và phải chuyển sang công tác huấn luyện khi được Tuchel hướng dẫn Nagelsmann trong công tác tuyển trạch của câu lạc bộ vào năm 2008.

### Mainz 05
Những gì mà Tuchel đã làm được trong thời gian đảm nhiệm vai trò là huấn luyện viên của Augsburg II đã tạo được ấn tượng đối với nhiều câu lạc bộ hàng đầu của Đức. Ông chuyển sang dẫn dắt câu lạc bộ Mainz 05, thi đấu ở Bundesliga, vào năm 2009, kế nhiệm Jürgen Klopp, người đã rời đội để tới Borussia Dortmund. Trên thực tế, Tuchel đã ký hợp đồng hai năm với Mainz sau khi giữ vai trò huấn luyện viên đội trẻ tại câu lạc bộ này trong 12 tháng trước đó.
Việc giúp Mainz trụ hạng trong bối cảnh vừa thăng hạng lên chơi ở Bundesliga là rất khó khăn, bởi Tuchel thừa hưởng một đội hình có chất lượng chưa đạt chuẩn, chưa được chuẩn bị kỹ càng để chinh chiến tại giải vô địch quốc gia cũng như ngân sách chuyển nhượng eo hẹp. Tuy nhiên, Tuchel vẫn có hứng thú trong việc theo dõi tiềm năng của các cầu thủ được rao bán trên thị trường chuyển nhượng; cũng như thích kết hợp các cầu thủ một cách tùy ý để lắp ghép đội hình theo ý muốn của mình. Việc bố trí đội hình đã thể hiện cách tiếp cận chiến thuật của Tuchel tại câu lạc bộ, bởi mặc dù sở hữu những cầu thủ có phần chưa được tốt về mặt kỹ thuật, nhưng Tuchel cho các cầu thủ chơi bóng dài và tập trung vào việc ép sân, thường là tràn sang một nửa phần sân đối phương để tạo ít không gian hơn để đối thủ có thể phản công, hơn nữa áp lực lớn và liên tục sẽ tạo ra cơ hội cho đội này bằng việc cướp bóng từ chân đối thủ hoặc buộc đối phương phạm lỗi. Lối chơi Tuchel áp dụng mang lại sự hiệu quả trong mùa giải đầu tiên của Tuchel tại Mainz, đội bóng do Tuchel dẫn dắt khởi đầu mùa giải một cách mạnh mẽ, đến cuối mùa cán đích ở vị trí thứ 9 đầy thuyết phục, đồng thời sở hữu một đội hình gồm nhiều cầu thủ trẻ có tiềm năng và phù hợp với lối chơi tấn công, chẳng hạn như Ádám Szalai và André Schürrle.
Tuchel có khuynh hướng tiếp tục áp dụng triết lý bóng đá của minh trong mùa giải tiếp theo, với sự xuất hiện của tiền vệ trẻ người Đức Lewis Holtby, cũng như đẩy Christian Fuchs sang vị trí hậu vệ cánh trái. Bộ đôi nói trên đã giúp Tuchel giải quyết được những khiếm khuyết lớn trong đội hình từ mùa giải trước, khi Mainz thường không thể phá vỡ lối chơi của các đội bóng thiên về phòng ngự, cũng như khả năng tấn công từ cánh trái bị hạn chế. Những thay đổi đó đã giúp câu lạc bộ có khởi đầu hoàn hảo trong mùa giải 2010-11, với bảy trận đầu tiên toàn thắng, bao gồm cả chiến thắng trên sân khách trước Bayern Munich. Cuối mùa, Tuchel đưa Mainz về đích ở vị trí thứ năm, còn Fuchs và Holtby đóng góp tới tám pha kiến tạo, giúp câu lạc bộ giành được thêm 11 điểm và lọt vào vị trí được quyền tham dự vòng sơ loại thứ ba của Europa League mùa giải tiếp theo.
Mặc dù thi đấu nỗ lực nhưng Mainz đã không thể đạt được mục tiêu đề ra ở các giải trong nước và châu Âu, kết thúc hai mùa bóng sau đó ở cùng vị trí thứ 13, đồng thời để Schürrle và Szalai rơi vào tay các đối thủ khác trong nước. Tuy nhiên, Tuchel đã có sự thay thế hai cầu thủ trên bằng việc bổ sung tiền đạo Eric Maxim Choupo-Moting, song song với đó cũng giải quyết được vấn đề thủ môn, với sự tiến bộ của Loris Karius. Ngoài ra, Tuchel cũng làm việc nhiều với trung vệ trẻ Yunus Mallı, người có khả năng chơi nhiều vị trí ở khu vực giữa sân, cũng như có thể hoạt động như một tiền đạo thứ hai hoặc trung vệ. Điều này cho phép Mainz trở nên gắn kết hơn và có thiên hướng phòng ngự hơn so với lối đá ban bật nhỏ, gây áp lực thuần túy trước đó, tính liên tục trong lối chơi được thể hiện qua sự phối hợp ăn ý giữa Mallı và Choupo-Moting. Tuchel cũng có thể chuyển toàn đội sang chơi tấn công khi bị dẫn trước nhờ khả năng chơi chân, chuyền và phân phối trái bóng từ Karius. Sau khi kết thúc mùa giải thành công, Tuchel được gia hạn hợp đồng với câu lạc bộ thêm hai năm.

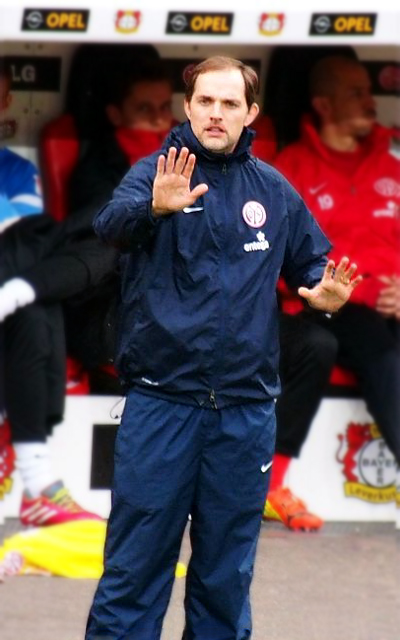
Tuchel tại Mainz 05 năm 2014

Mùa giải tiếp theo là mùa giải cuối của Tuchel với câu lạc bộ. Trong mùa này, Tuchel đã tìm cách phát huy nội lực của đội bóng, với hy vọng tạo ra một đội hình với lối chơi khó đoán hơn. Ông đã mua tiền đạo Nhật Bản Okazaki Shinji làm đối tác cho Choupo-Moting, đồng thời mua tiền vệ phòng ngự Julian Baumgartlinger với mức giá 1,1 triệu euro. Baumgartlinger, đá cặp với Mallı ở hàng tiền vệ, cho phép Mainz giữ được bộ khung đã gắn kết từ những mùa giải trước, đồng thời tạo cơ sở để cả đội có thể cầm bóng nhiều hơn. Lối đá này đã mang lại thành công cho Mainz khi kết thúc mùa giải ở vị trí thứ 7 và có suất dự vòng bảng của UEFA Europa League 2014-15. Okazaki cũng có một mùa giải thi đấu bùng nổ khi chạm mốc 15 bàn ở Bundesliga.
Bất chấp các tiếp cận của Schalke 04 và Bayer Leverkusen để có được sự phục vụ của ông trong nửa sau của mùa giải 2013–14, Tuchel vẫn ở lại Mainz cho đến cuối mùa giải, với một giả thiết được đặt ra, việc có được một mùa giải thành công có thể tạo cơ sở để các ông chủ rót thêm tiền nhằm cải thiện đội hình. Nhưng khi nhận thấy rõ ràng rằng số tiền này sẽ bị hạn chế, Tuchel đã yêu cầu được giải phóng hợp đồng sớm, sau đó nói rằng "Tôi cảm thấy không có cách nào để chúng tôi có thể làm mới lại đội hình thêm một lần nữa vào mùa hè tới." Mainz ban đầu từ chối giải phóng Tuchel khỏi hợp đồng, nhưng cuối cùng họ đã cho phép ông được ra đi vào ngày 11 tháng 5 năm 2014.
Tuchel kết thúc sự nghiệp ở Mainz với thành tích 72 trận thắng, 46 trận hòa và 64 trận thua trong 182 trận, với tỷ lệ thắng là 39,56%.

### 2015-2017: Borussia Dortmund

#### Mùa 2015-16
Vào tháng 4 năm 2015, huấn luyện viên Jürgen Klopp thông báo rằng ông sẽ chia tay Borussia Dortmund sau mùa giải 2014–15. Klopp cảm thấy không thể giữ được chiếc ghế của mình tại câu lạc bộ, và ông đã tìm kiếm sự thay đổi sau khi kết thúc mùa giải ở vị trí thứ 7 đáng thất vọng. Dortmund, sau khi tìm kiếm các huấn luyện viên khác nhau, họ đã nhanh chóng quyết định chọn Tuchel, với mong muốn có được một người mang triết lý bóng đá tương tự như pressing - chiến thuật đã làm nên thương hiệu của câu lạc bộ dưới thời Klopp, người mà Tuchel kế nhiệm vị trí thuyền trưởng lần thứ hai liên tiếp. Ngay sau đó, ông chính thức đảm nhận vai trò huấn luyện viên trưởng mới của Dortmund vào ngày 19 tháng 4 năm 2015, trở lại với bóng đá sau hơn một năm nghỉ ngơi và ký hợp đồng 3 năm.
Tuchel nhanh chóng hồi sinh đội bóng, một nhiệm vụ trở nên dễ dàng hơn khi tình hình tài chính và chất lượng cầu thủ của Dortmund trái ngược với Mainz. Trên thị trường chuyển nhượng, Tuchel cho phép 9 cầu thủ ra đi, đồng thời đề đạt việc mua lại các tiền vệ người Đức Gonzalo Castro và Julian Weigl, lần lượt từ Bayer Leverkusen và 1860 Munich. Cả hai đều trở thành điểm tựa trong hệ thống mà Tuchel triển khai tại câu lạc bộ, với mục đích tái tạo lại lối chơi tấn công bùng nổ đã được thể hiện trong mùa giải cuối cùng Tuchel dẫn dắt  Mainz, tại đó Tuchel khuyến khích một các cầu thủ triển khai bóng một cách nhịp nhàng hơn. Castro và Weigl, những người được điều chỉnh từ tiền vệ phòng ngự thành mẫu tiền vệ box-to-box và tiền vệ lùi sâu, việc này cho phép Tuchel thử nghiệm nhiều đội hình khác nhau với một hàng tiền vệ vững chắc ở trung tâm. Bên cạnh việc sử dụng sức ép và tốc độ của họ, Dortmund lúc này đã có thể chuyển đổi hệ thống chiến thuật một cách tương đối linh hoạt trong suốt mùa giải, điều này đã giúp Dortmund đạt được thành công mạnh mẽ trong nước khi kết thúc mùa giải 2015-2016 ở vị trí á quân Bundesliga, trong đó có chuỗi 11 trận thắng liên tiếp đầu mùa. Với việc sở hữu cặp tiền vệ tấn công giàu kinh nghiệm Shinji Kagawa và Henrikh Mkhitaryan, Tuchel có thể tận dụng khả năng sáng tạo của bộ đôi này để mở ra khoảng trống giữa các tuyến, nơi các tiền đạo và hậu vệ cánh từ hàng tiền vệ thường xuyên dốc bóng để ghi bàn thắng cho đội nhà. Tuy nhiên, mùa giải đầu tiên của Tuchel tại Borussia Dortmund đã kết thúc không có danh hiệu, mặc dù vào đến trận Chung kết Cúp Quốc gia Đức 2016 (để thua Bayern Munich trên chấm phạt đền). Đội bóng cũng bị loại ở tứ kết UEFA Europa League khi để thua trước Liverpool đang được dẫn dắt bởi Klopp, tiền nhiệm của Tuchel tại Dortmund. Mùa bóng này của Dortmund cũng gây được sự chú ý với việc sử dụng và phát huy tài năng của các cầu thủ trẻ, với cầu thủ trẻ người Mỹ Christian Pulisic phần lớn được đá chính trong nửa sau của mùa giải.

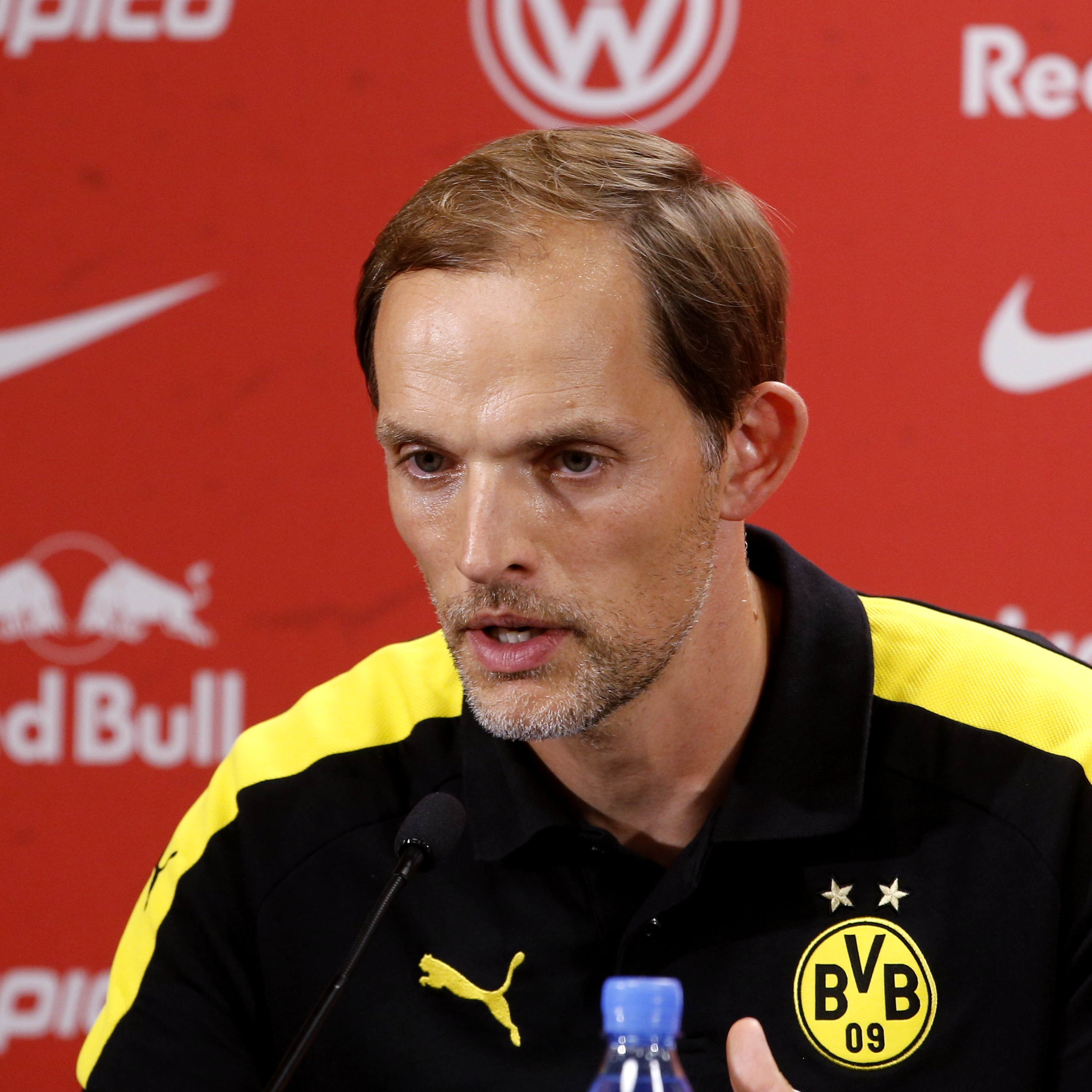
Tuchel trong một cuộc họp báo năm 2016

#### Mùa 2016-17
Để chuẩn bị cho mùa giải tiếp theo, Dortmund đã bạo chi trên thị trường chuyển nhượng, với khoản chi hơn 119 triệu euro cho 11 cầu thủ mới, mặc dù, phần lớn số tiền này có được từ việc bán những cầu thủ trụ cột như Mats Hummels, İlkay Gündoğan và Mkhitaryan, với khoản tiền thu về tổng cộng 104 triệu euro. Tuy nhiên, Tuchel đã lấp đầy khoảng trống mà các cầu thủ nói trên để lại bằng sự linh hoạt của Ousmane Dembélé, Marc Bartra và Raphaël Guerreiro, với sự thay đổi táo bạo trong trong chiến thuật cũng như về vị trí các cầu thủ, với sự cơ động của tiền vệ trung tâm được đẩy lên từ vị trí hậu vệ trái. Guerreiro, được ký hợp đồng sau thời gian thi đấu thành công tại UEFA Euro 2016, cho thấy khả năng rê bóng tuyệt vời, phẩm chất vốn được cho là rất cần ở hàng tiền vệ. Sự thay đổi vị trí này cho phép tiềm năng của Guerreiro được phát huy tối đa dưới thời Tuchel, khi anh giữ vai trò chính trong bộ ba tiền vệ cùng với Castro và Weigl, trong một hệ thống vừa phòng ngự an toàn, vừa tạo ra một mối đe dọa tấn công lớn hơn những gì đã có trước đây. Sự linh hoạt của Bartra, người chơi ở vị trí hậu vệ phải và trung vệ, kết hợp với khả năng tấn công nhanh của các cầu thủ chạy cánh Dembélé và Pulisic, cho phép Dortmund chuyển đổi giữa các sơ đồ chiến thuật nhanh hơn nhiều. Lối chơi thiên về tốc độ này đã giúp Pierre-Emerick Aubameyang ghi 56 bàn sau 63 lần ra sân ở giải VĐQG dưới thời Tuchel. Điều này cho phép Dortmund một lần nữa lọt vào trận chung kết DFB-Pokal, tại đó Tuchel giành được danh hiệu đầu tiên với tư cách là huấn luyện viên, cũng như là chức vô địch đầu tiên của câu lạc bộ sau 5 năm, khi họ đánh bại Eintracht Frankfurt 2-1, bằng các bàn thắng của Dembélé và Aubameyang.
Tuy vậy chiến thắng này cũng là niềm vinh dự duy nhất của Tuchel với câu lạc bộ, vì ông đã bị sa thải ba ngày sau đó vào ngày 30 tháng 5 năm 2017. Nhiệm kỳ của ông với tư cách là huấn luyện viên đội một đã gặp nhiều những rắc rối, bởi mối quan hệ căng thẳng với lãnh đạo câu lạc bộ, đặc biệt là Giám đốc điều hành Hans-Joachim Watzke. Tuchel công khai chỉ trích Watzke sau khi ông này chấp nhận yêu cầu của UEFA về việc đá trận lượt đi tứ kết Champions League với Monaco vào ngày 12 tháng 4 năm 2017, một ngày sau khi xe buýt của đội bị đánh bom. Ông cũng bày tỏ sự bất bình về hoạt động chuyển nhượng, khi Watzke đã để cho Hummels, Gündoğan và Mkhitaryan ra đi dù trước đó có nói họ sẽ tiếp tục gắn bó với câu lạc bộ. Tuchel cũng có mối quan hệ rạn nứt với những người đứng đầu câu lạc bộ như Roman Weidenfeller, Neven Subotić, và Jakub Błaszczykowski, từng nhắm đến việc thay thế bộ ba kể trên, tuy nhiên Watzke lại không ủng hộ việc này. Tuchel cũng đề xuất việc ký hợp đồng với hậu vệ Ömer Toprak vào năm 2016 nhưng thương vụ này bị Watzke và trưởng bộ phận tuyển trạch Sven Mislintat cản trở, người này đã bị đuổi khỏi sân tập sau tranh cãi với Tuchel. Hơn nữa, câu lạc bộ cũng đã theo đuổi tiền vệ Óliver Torres sau sự ra đi của Tuchel vào năm 2017. Toprak cuối cùng đã gia nhập câu lạc bộ sau khi Tuchel bị sa thải, trong khi Torres gia nhập Porto.
Tuchel rời Dortmund với thành tích 68 trận thắng, 23 trận hòa và 17 trận thua sau 108 trận, với tỷ lệ thắng là 62,96%.

### Paris Saint-Germain
Tháng 5 năm 2018, Tuchel ký hợp đồng 2 năm với Paris Saint-Germain, thay thế Unai Emery.
Bước đột phá đầu tiên của Tuchel vào thị trường chuyển nhượng với tư cách một ông lớn là việc ký hợp đồng dài hạn với tiền đạo Kylian Mbappé của Monaco với mức phí ban đầu là 135 triệu euro vào ngày 1 tháng 7. Mbappe đã tỏa sáng với tư cách là thành viên của đội trong chiến dịch trước đó và đóng góp cho đội tuyển Pháp vô địch FIFA World Cup 2018. Để bù đắp cho vụ mua sắm lớn này và để tuân thủ các quy định của UEFA Financial Fair Play, Tuchel đã đồng ý bán một số cầu thủ, bao gồm cả các cầu thủ đội một được biết đến như Yuri Berchiche và Javier Pastore, cũng như cầu thủ trẻ đầy triển vọng Gonçalo Guedes. Sau khi cũng tạo ra lợi nhuận thông qua việc bán các cầu thủ khác, câu lạc bộ đã ký hợp đồng với thủ môn tự do Gianluigi Buffon vào ngày 6 tháng 7. Một tháng sau, đội bóng ký hợp đồng với hậu vệ người Đức Thilo Kehrer với giá 37 triệu euro, và PSG kết thúc hoạt động của họ trên thị trường chuyển nhượng mùa hè với việc ký hợp đồng với hậu vệ trái người Tây Ban Nha Juan Bernat với giá 15 triệu euro vào ngày hạn chót, đồng thời tái hợp Tuchel với tiền đạo người Cameroon Eric Maxim Choupo-Moting. Bất chấp những vụ mua lại này, Tuchel công khai than thở về việc câu lạc bộ không thể cải thiện ở cả hai vị trí hậu vệ cánh.
Trận đấu đầu tiên của Tuchel cũng mang lại vinh dự đầu tiên cho câu lạc bộ, khi PSG đánh bại Monaco 4–0 để giành cúp vô địch Trophée des Champions vào ngày 4 tháng 8. Ông cũng có chiến thắng ở trận đấu đầu tiên ở giải vô địch quốc gia, khi câu lạc bộ đánh bại Caen 3–0 tám ngày sau đó. Sau khi có được thành tích bất bại ngắn ngủi, Tuchel chịu thất bại đầu tiên của mình tại PSG vào ngày 18, thua Liverpool 2-3 trên sân khách tại vòng bảng UEFA Champions League. Tuy nhiên, đến tháng 11, Tuchel phá kỷ lục ghi nhiều trận thắng nhất từ đầu mùa giải quốc nội, khi PSG có 12 chiến thắng liên tiếp. Kỷ lục này sau đó được mở rộng để bao gồm hai chiến thắng bổ sung, trước khi câu lạc bộ kết thúc 100% trận đấu vào ngày 2 tháng 12, sau khi PSG hòa 2–2 trên sân khách trước Bordeaux. Tuchel sau đó đã dẫn dắt Paris Saint-Germain giành vị trí đầu bảng Champions League, với chiến thắng 4–1 trước Red Star Belgrade vào ngày 12 tháng 12. Bằng chiến thắng chắc chắn trước Nantes vào ngày 22 tháng 12, Tuchel cũng phá kỷ lục ghi nhiều điểm nhất vào Giáng sinh ở Ligue 1, với 47 sau 17 trận, vượt qua kỷ lục 45 điểm sau 17 trận do chính PSG thiết lập trong mùa giải 2015–16.

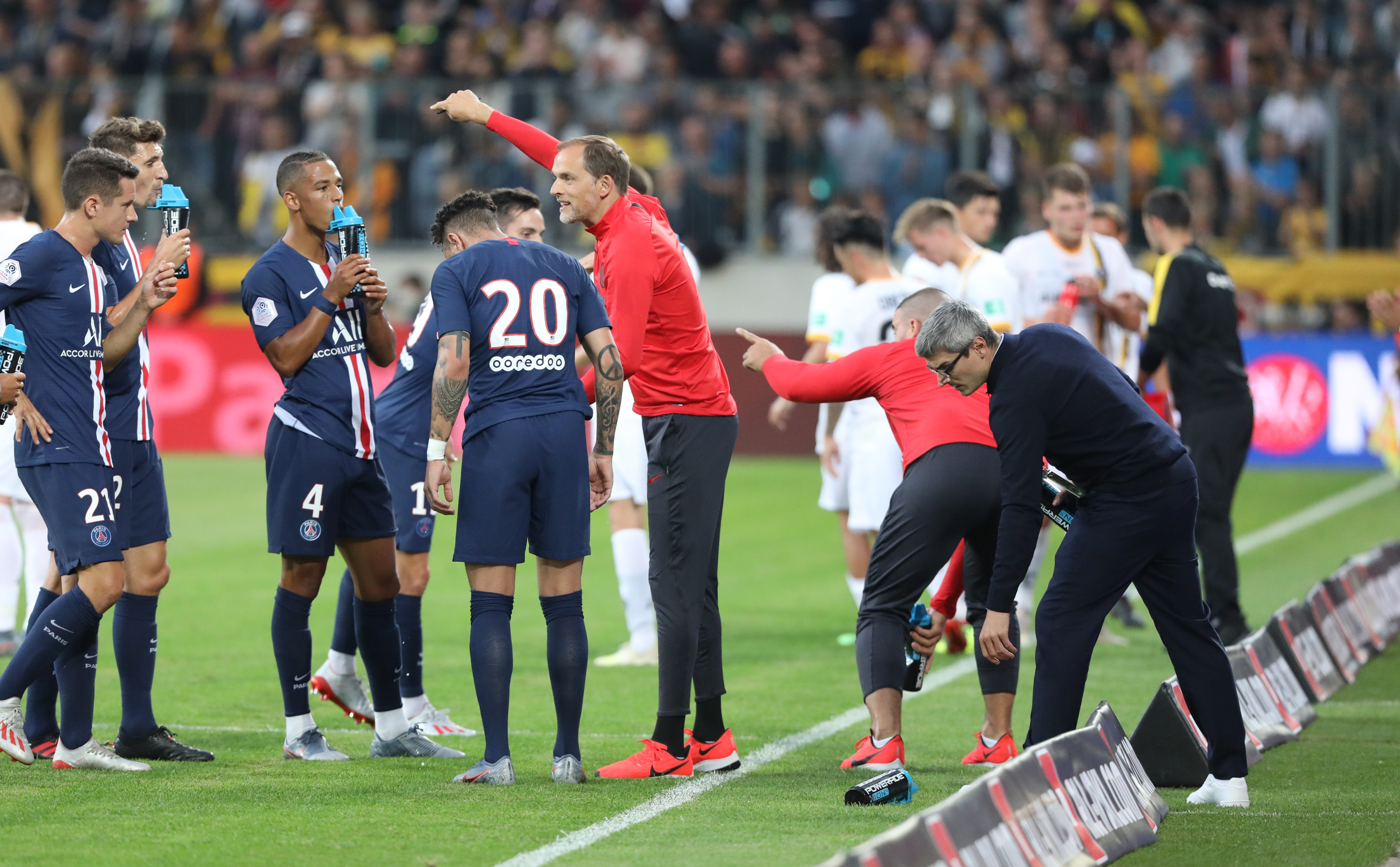
Tuchel huấn luyện Paris Saint-Germain trong trận giao hữu với Dynamo Dresden vào năm 2019

Vào tháng 1 năm 2019, PSG đã bị loại ngay tại trận đấu đầu tiên của Tuchel tại PSG, thua tại Guingamp vào ngày 9 tháng 1, trong trận tứ kết Coupe de la Ligue. Tuy nhiên, PSG trở lại đánh bại đối thủ tương tự với tỷ số 9–0 mười ngày sau đó trong giải đấu. Trước ngày hạn chót, vào ngày 29 tháng 1, câu lạc bộ đã nghiên cứu kỹ thị trường chuyển nhượng mùa đông để ký hợp đồng với tiền vệ người Argentina Leandro Paredes với mức phí được đồn đoán là 40 triệu euro. Tuy nhiên, những vụ chuyển nhượng này đã không thể giúp câu lạc bộ đi xa ở đấu trường châu Âu, khi PSG bị loại khỏi Champions League trong trận đấu loại trực tiếp đầu tiên với Manchester United. Câu lạc bộ đã giành được chiến thắng 2–0 trên sân khách trong trận lượt đi, nhưng để thua 1-3 trên sân nhà, và phải ra về do kém bàn thắng trên sân khách. Chỉ còn giải đấu trong nước và Coupe de France, PSG đã giành chức vô địch trong nước vào ngày 21 tháng 4, sáu tuần trước khi kết thúc mùa giải, đánh dấu chức vô địch đầu tiên của Tuchel trên cương vị huấn luyện viên. Sáu ngày sau, Paris Saint-Germain thua Stade Rennais trong trận Chung kết Coupe de France 2019 trên chấm phạt đền, sau ba trận thua liên tiếp: đây là màn trình diễn tệ nhất của PSG kể từ năm 2012.
Sau khi mùa giải kết thúc, Tuchel đã ký hợp đồng gia hạn một năm, dự kiến kết thúc vào năm 2021. Trong kỳ chuyển nhượng thứ hai, Tuchel từ bỏ việc chiêu mộ các ngôi sao, thay vào đó, thúc đẩy việc chiêu mộ các tiền vệ chăm chỉ người Tây Ban Nha Ander Herrera và Pablo Sarabia, cũng như tài năng triển vọng trẻ Mitchel Bakker. Trong khi đó, câu lạc bộ đã loại bỏ những cầu thủ có cá tính mạnh mẽ như Buffon, Dani Alves và Adrien Rabiot, đồng thời thu lợi từ việc bán một số cầu thủ khác, bao gồm Moussa Diaby, Timothy Weah và Grzegorz Krychowiak. Ngoài ra, câu lạc bộ đã ký hợp đồng với trung vệ Abdou Diallo từ câu lạc bộ cũ của Tuchel là Borussia Dortmund, tiền vệ tài ba Idrissa Gueye, và hoàn tất việc chuyển nhượng thủ môn Keylor Navas, cũng như chuyển sang cho mượn Mauro Icardi, vào ngày hạn chót. Với một số vụ mua bán bổ sung, đây đánh dấu kỳ chuyển nhượng đầu tiên kể từ khi PSG được Qatar Sports Investments tiếp quản vào năm 2012, nhờ đó câu lạc bộ đã có lãi trên thị trường chuyển nhượng.

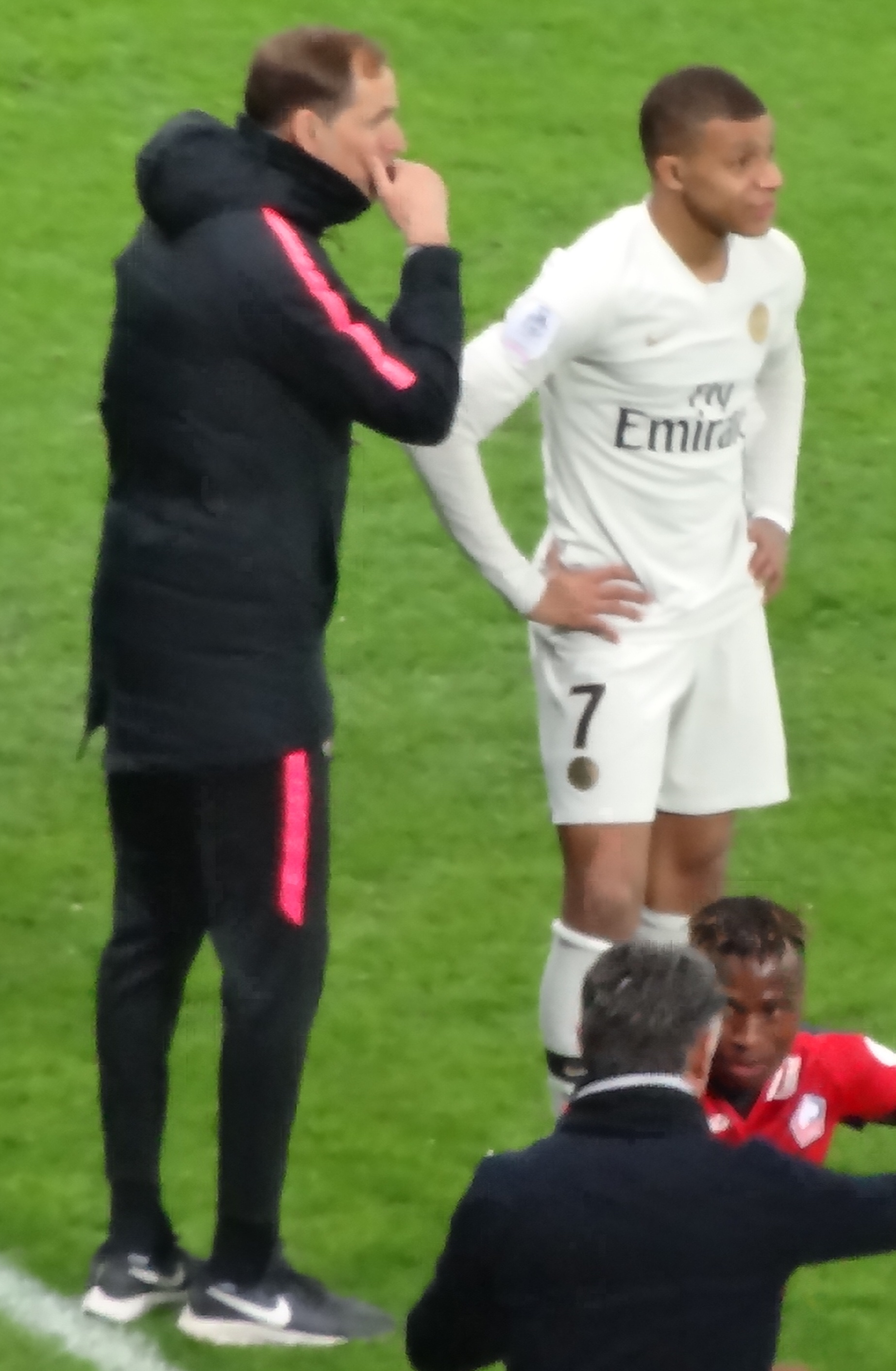
Tuchel với Kylian Mbappé, người thường xuyên trong đội của Tuchel

Tuchel bắt đầu mùa giải thứ hai của mình tại PSG bằng cách giữ tiếp cúp Trophée des Champions vào ngày 3 tháng 8 năm 2019, trong chiến thắng 2-1 trước Rennes. PSG cũng đã thắng trận đầu tiên trong mùa giải, đánh bại Nîmes 3–0 trên sân nhà. Tuy nhiên, PSG đã thua 2–1 trước Rennes trong trận đấu thứ hai của câu lạc bộ. Trong trận đấu đầu tiên của câu lạc bộ tại UEFA Champions League mùa giải đó, Tuchel đã nhận được lời khen ngợi vì đã thiết lập chiến thuật thành công khi PSG đánh bại đội vô địch mười ba lần Real Madrid với tỷ số 3–0 trên sân nhà; Chiến thắng này đạt được mà thiếu vắng các cầu thủ đội một là Neymar, Edinson Cavani và Kylian Mbappé trong đội hình. Sau đó, Tuchel đã dẫn dắt đội vượt qua vòng loại trực tiếp đầu tiên với hai trận đấu vòng bảng còn lại, sau chiến thắng 1–0 trước câu lạc bộ Bỉ Club Bruges vào ngày 6 tháng 11. Chỉ chưa đầy ba tuần sau, Tuchel đã đưa câu lạc bộ lên vị trí đầu bảng sau khi hòa 2–2 trước Real Madrid. Câu lạc bộ sau đó đã bắt đầu chuỗi mười chín trận bất bại trên mọi đấu trường, có một số chiến thắng với tỷ số đậm; PSG đã ghi sáu bàn vào lưới Linas-Montlhéry và Saint-Étienne ở các giải đấu trong nước vào tháng Giêng, trong khi họ ghi năm bàn trước Montpellier ở giải VĐQG. Đáng chú ý, trận đấu sau đó chứa đựng nhiều tranh cãi, khi Tuchel được cho là đã có một cuộc trò chuyện nóng bỏng với Mbappé sau khi thay người.
Vào ngày 18 tháng 2, câu lạc bộ nhận thất bại đầu tiên sau hơn ba tháng, thua 2-1 trước câu lạc bộ cũ của Tuchel là Dortmund trong trận lượt đi ở vòng 16 đội Champions League. Gần một tháng sau, Tuchel dẫn dắt PSG đến vòng tám đội cuối cùng, lật ngược trận thua trên trong chiến thắng 2–0 trên sân nhà ở trận lượt về. Đây là trận đấu đầu tiên của câu lạc bộ không có khán giả do đại dịch COVID-19; đây là lý do giải đấu quốc nội bị hủy vào ngày 30 tháng 4, trong khi các trận đấu Champions League, Coupe de France và các trận chung kết Coupe de la Ligue bị hoãn lại. PSG trở lại thi đấu vào ngày 24 tháng 7, giành chức vô địch Coupe de France sau khi đánh bại Saint-Étienne 1–0 trong trận chung kết. Trận đấu đã kết thúc với Kylian Mbappé bị bong gân mắt cá chân, khiến anh phải nghỉ thi đấu ba tuần. Vào ngày 31 tháng 7, PSG đã đánh bại Lyon với tỷ số 6–5 trên chấm luân lưu trong trận Chung kết Coupe de la Ligue 2020 để hoàn tất cú đúp trong nước. Vào ngày 12 tháng 8, PSG ghi hai bàn thắng muộn để đánh bại Atalanta 2–1 trong trận tứ kết Champions League, đánh dấu việc lần đầu tiên đội bóng này góp mặt ở bán kết giải đấu kể từ mùa giải 1994–95. Trong trận bán kết, PSG đã đánh bại RB Leipzig 3–0 để lọt vào trận chung kết Champions League đầu tiên, cũng như trận chung kết châu Âu đầu tiên của họ kể từ năm 1997. Họ thua trận này với một bàn thắng duy nhất trước Bayern Munich vào ngày 23 tháng 8.
Trong kỳ chuyển nhượng thứ ba, PSG đã cho ra đi một số cầu thủ, trong đó có những cầu thủ sừng sỏ Thiago Silva và Edinson Cavani. Trong khi đó, cầu thủ cho mượn Mauro Icardi được mua vĩnh viễn với giá 50 triệu euro, và câu lạc bộ đã bổ sung khoản này vào việc mua lại Alessandro Florenzi, Danilo Pereira và Moise Kean. PSG đã bắt đầu bảo vệ danh hiệu vô địch với thất bại 1–0 trước Lens mới thăng hạng vào ngày 10 tháng 9 năm 2020; tại trận đấu đó câu lạc bộ đã thiếu Icardi, Neymar, Mbappé, Keylor Navas, Marquinhos, Leandro Paredes và Ángel Di María do cách ly COVID-19 hoặc xét nghiệm dương tính với COVID-19. PSG đã để thua trận đấu thứ hai của họ với tỷ số tương tự tại Le Classique, đánh dấu lần đầu tiên PSG thua hai trận mở màn kể từ mùa giải 1984–85. Trận đấu trở nên nổi tiếng vì các vấn đề kỷ luật, với 17 thẻ được rút ra (nhiều nhất trong một trận đấu ở Ligue 1 trong thế kỷ 21), trong đó có năm thẻ đỏ sau một cuộc ẩu đả ở phút bù giờ. Tuchel có chiến thắng đầu tiên của câu lạc bộ trong mùa giải bằng cách đánh bại Metz 1–0 vào ngày 16 tháng 9, mặc dù trận đấu đã bị hủy hoại vì một thẻ đỏ khác cho PSG. Trận đấu này khởi đầu chuỗi 8 trận thắng liên tiếp, trước khi đội chịu thất bại 3–2 trước Monaco vào ngày 20 tháng 11; một trận đấu khác mà PSG phải nhận 1 thẻ đỏ. Sau khi chỉ giành được 3 chiến thắng ở giải VĐQG, mặc dù đứng đầu bảng Champions League, Tuchel đã bị sa thải vào ngày 24 tháng 12. Vụ sa thải của ông xảy ra một ngày sau khi đánh bại Strasbourg 4–0, khiến nhiều người ở câu lạc bộ ngạc nhiên, bao gồm cả trợ lý huấn luyện viên.
Nhiệm kỳ của Tuchel tại Paris Saint-Germain đã bị hủy hoại bởi mối quan hệ rạn nứt với hệ thống phân cấp của câu lạc bộ. Trong một cuộc phỏng vấn với đài truyền hình Đức Sport 1, Tuchel nói rằng ông cảm thấy "[giống] một chính trị gia trong thể thao" hơn là một huấn luyện viên. Những bình luận này, cũng như những lời chỉ trích trước đây của Tuchel về hoạt động chuyển nhượng của câu lạc bộ, đã bị giám đốc thể thao Leonardo của PSG lên án, người nói rằng Tuchel "[phải] tôn trọng những người ở trên", và coi những bình luận đó là gây tổn hại cho câu lạc bộ. Tuchel và Leonardo được cho là đã bất đồng về việc ký hợp đồng với tiền vệ phòng ngự Danilo Pereira, trong khi Tuchel yêu cầu một trung vệ. Để đáp trả, Tuchel thường xếp Pereira ra sân ở vị trí trung vệ.
Tuchel rời Paris Saint-Germain với thành tích 95 trận thắng, 13 trận hòa và 19 trận thua trong 127 trận, với tỷ lệ thắng tốt nhất trong lịch sử Ligue 1 (75,6%) và số điểm trung bình mỗi trận cao nhất (2,37, ngang với người tiền nhiệm Emery).

### Chelsea

Thomas Tuchel ăn mừng chiến thắng của Chelsea tại Champions League

Vào ngày 26 tháng 1 năm 2021, Tuchel ký hợp đồng 18 tháng (có tùy chọn gia hạn thêm 1 năm) với đội bóng Ngoại hạng Anh Chelsea, thay thế cho Frank Lampard. Ông là người Đức đầu tiên được bổ nhiệm làm huấn luyện viên trưởng của câu lạc bộ. Mặc dù bày tỏ mong muốn không đến câu lạc bộ vào giữa mùa để có thời gian chuẩn bị trước mùa giải với đội bóng mới, Tuchel đã chấp nhận vị trí này sau khi Ralf Rangnick từ chối đề nghị đảm nhiệm vị trí huấn luyện viên tạm quyền.
Tuchel có trận đấu đầu tiên của ông ở cương vị huấn luyện vào ngày hôm sau, trận hòa không bàn thắng trên sân nhà trước Wolverhampton Wanderers, trận đấu lập kỷ lục về tỷ lệ kiểm soát bóng nhiều nhất (78,9%) và số đường chuyền trúng đích (820) trong trận đấu đầu tiên của một huấn luyện viên tại Premier League. Tuchel thắng trận đầu tiên vào ngày 31 tháng 1, đánh bại Burnley 2–0 trên sân nhà, và sau đó thắng trận derby London đầu tiên (và trận sân khách đầu tiên trong nhiệm kỳ ở Chelsea) bằng cách đánh bại Tottenham Hotspur 1–0 vào ngày 4 tháng 2. Vào ngày 11 tháng 2, Tuchel đưa Chelsea vào tứ kết FA Cup với chiến thắng 1–0 trên sân khách trước Barnsley, một đội bóng từ giải hạng nhất, kéo dài chuỗi trận bất bại của anh lên năm trận. Chuỗi trận này tiếp tục được kéo dài lên con số tám sau khi Chelsea đánh bại Atlético Madrid 1–0 trên sân khách trong trận lượt đi của Vòng 16 đội UEFA Champions League, với cú đá phạt trực tiếp của Olivier Giroud. Đây là chiến thắng đầu tiên ở cúp châu Âu của Tuchel trên cương vị huấn luyện viên trưởng Chelsea.

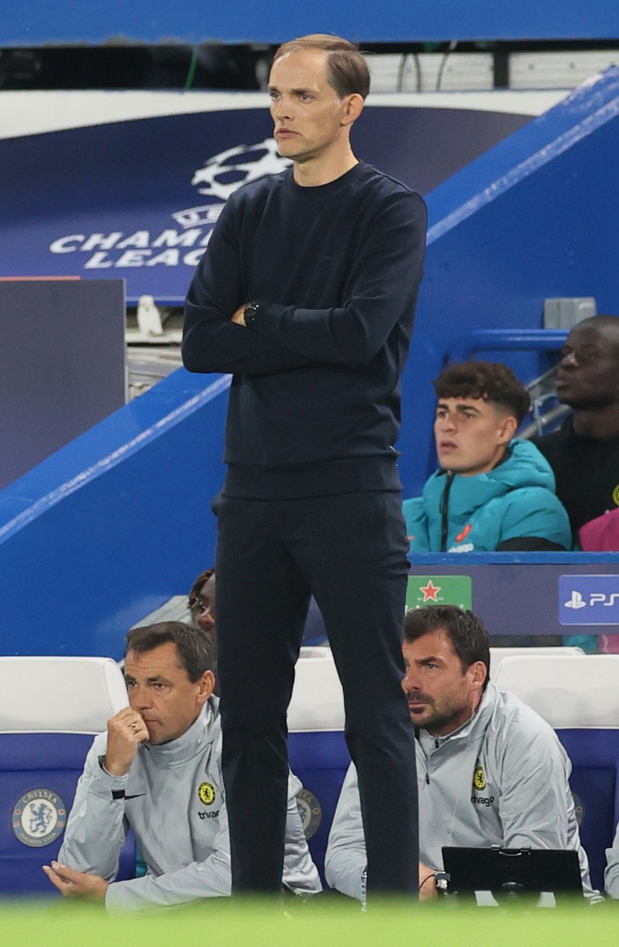
Thomas Tuchel dẫn dắt Chelsea năm 2021

Vào ngày 8 tháng 3, chuỗi trận bất bại của Tuchel được kéo dài lên con số 11 trận sau chiến thắng 2-0 trên sân nhà trước Everton, trở thành huấn luyện viên trưởng đầu tiên trong lịch sử Premier League giữ sạch lưới trong 5 trận sân nhà liên tiếp đầu tiên của mình. Sau chiến thắng 2–0 trên sân nhà trước Atlético Madrid ở trận lượt về vòng 16 đội Champions League vào ngày 17 tháng 3, Tuchel đã kéo dài chuỗi bất bại của mình lên 13 trận, lập kỷ lục về chuỗi trận bất bại dài nhất của một huấn luyện viên trưởng mới trong lịch sử của Chelsea. Điều này được coi là do sự thay đổi sang hàng thủ ba người và một phần được cho là do cách tiếp cận trận đấu thực dụng; Đội bóng của Tuchel thực hiện nhiều cú sút như đội của Lampard mỗi trận (13,8 so với 13,9), nhưng tạo ra ít cơ hội hơn, dẫn đến 1,1 bàn thắng ghi được trung bình mỗi trận, so với 2,1 dưới thời Lampard. Nhờ những kết quả tích cực, Tuchel được trao giải huấn luyện viên xuất sắc nhất tháng 3 của Premier League, lần đầu tiên trong sự nghiệp của ông. Chuỗi trận bất bại cuối cùng kết thúc ở con số 14, sau thất bại thảm hại 2-5 ngay trên sân nhà trước đội áp chót West Bromwich Albion vào ngày 3 tháng 4.
Vào ngày 17 tháng 4, nhờ bàn thắng của Hakim Ziyech, Tuchel đã đưa Chelsea lọt vào trận chung kết FA Cup, đánh bại đội đầu bảng Ngoại hạng Anh Manchester City với tỷ số 1–0; nhưng trong trận chung kết Chelsea lại để thua 0-1 trước Leicester City. Tuchel cũng đã giúp Chelsea lọt vào Chung kết Champions League sau chiến thắng chung cuộc 3–1 trước Real Madrid ở bán kết, trở thành huấn luyện viên đầu tiên lọt vào hai trận chung kết Champions League liên tiếp với hai câu lạc bộ khác nhau. Cuối cùng, ông đã đưa Chelsea lên đỉnh  châu Âu với chiến thắng 1–0 trước Manchester City trong trận chung kết.
Chỉ 6 ngày sau khi vô địch Champions League, Chelsea thông báo gia hạn hợp đồng với Thomas Tuchel đến hè 2024. Sang mùa giải 2021-22, Chelsea thắng Villarreal CF 6–5 trên chấm luân lưu sau khi hòa 1–1 sau hiệp phụ để có danh hiệu Siêu cúp châu Âu thứ 2. Chelsea sau đó đánh bại Palmeiras 2-1 sau hiệp phụ ở trận tranh ngôi vô địch FIFA Club World Cup 2021 diễn ra tại UAE để có lần đầu đạt danh hiệu này. Dù vậy, đội đã trở thành cựu vương tại Champions League khi thua Real Madrid 5-4 tại tứ kết, cũng như 2 lần thất bại trước Liverpool tại chung kết Cup Liên đoàn & FA Cup đều sau loạt sút phạt đền, và kết thúc mùa giải ở vị trí thứ 3 tại Ngoại hạng Anh.
Vào ngày 7/9/2022, Chelsea đưa ra thông báo sa thải Thomas Tuchel. Quyết định này được đưa ra trong vòng chưa đầy 24 tiếng sau khi Chelsea bất ngờ để thua Dinamo Zagreb 0-1 trong ngày ra quân Champions League mùa giải 2022-2023.

### Bayern Munich
Sau khi sa thải Nagelsmann, Bayern thông báo bổ nhiệm Thomas Tuchel với bản hợp đồng đến ngày 30 tháng 6 năm 2025. Tuchel đã có mặt tại một cuộc họp báo của câu lạc bộ vào ngày hôm sau, nơi ông nói "đây là một trong những đội tài năng nhất và tốt nhất ở châu Âu. Chúng tôi ở đây để giành mọi danh hiệu". Bốn ngày sau, câu lạc bộ tiếp cận chính thức với trợ lý huấn luyện viên đội một của Chelsea, Anthony Barry, người đã làm việc với Tuchel (chủ yếu về các tình huống cố định) trong thời gian ông ở Chelsea.  Trận đầu tiên Tuchel dẫn dắt Bayern là chiến thắng 4–2 trên sân nhà trước câu lạc bộ cũ Borussia Dortmund vào ngày 1 tháng 4.  Trong trận đấu thứ hai, Bayern bị loại ở tứ kết cup quốc gia vào ngày 4 tháng 4, sau khi để thua 2-1 trên sân nhà trước Freiburg. Bayern cũng bị loại ở tứ kết năm thứ 3 liên tiếp tại Champions League cùng tháng khi thua chung cuộc 4–1 trước Manchester City. Nhưng chiến thắng 2-1 trước Koln tại vòng đấu cuối cùng giúp đội có cùng 71 điểm với Dortmund nhưng hơn hiệu số, qua đó có lần thứ 11 liên tiếp vô địch Bundesliga. Vào ngày 22 tháng 2 năm 2024, ông xác nhận chia tay Bayern Munich vào cuối mùa giải 2023/24..

## Chiến thuật
Tuchel đã được ca ngợi về kiến thức chiến thuật và sự linh hoạt cũng như việc áp dụng các phương pháp huấn luyện sáng tạo. Tại Paris Saint-Germain, Tuchel chủ yếu chơi với sơ đồ 4–3–3 với rất nhiều sự tinh tế nhằm nhấn mạnh khả năng tấn công của các tiền đạo khu vực rộng Neymar và Kylian Mbappé. Trong mùa giải 2018–19, hàng tiền đạo, với Neymar và Mbappé, người đá chính bên cánh là Edinson Cavani, sẽ thường xuyên tạt vào không gian hẹp hoặc những khu vực rộng. Các hậu vệ cánh của đội cũng sẽ được đẩy lên cùng với hàng tiền vệ, để đạt được tình trạng quá tải về vị trí. Đồng thời, điều này sẽ làm gián đoạn nỗ lực kèm Neymar và Mbappé của đối phương, và tạo ra khoảng trống phía sau hàng phòng ngự để cặp đôi này chạy vào.
Hàng tiền vệ của đội sẽ có tiền vệ phòng thủ lùi sâu bám chặt gần với trung vệ, những người thường xuyên sẽ được một tiền vệ tham gia mà có thể hoạt động như một cầu thủ kiến tạo tầng sâu. Các vai trò này lần lượt do Marquinhos và Marco Verratti đảm nhiệm. Tiền vệ cuối cùng còn lại sẽ chạy lên phía trước, để kiến tạo các cuộc tấn công và phá vỡ cấu trúc phòng ngự bằng cách làm quá tải một bên sân của khu vực phòng ngự đối phương. Trong các mùa giải 2018–19 và 2019–20, Ángel Di María và Leandro Paredes thường được gắn với vai trò này. Đội cũng sử dụng Gegenpressing, một chiến thuật trong đó, sau khi mất bóng, đội ngay lập tức cố gắng giành lại bóng, thay vì tập hợp lại. Điều này đảm bảo cho PSG ép đối thủ vào một bên, trước khi chuyển đổi lối chơi nhanh chóng để khai thác bên yếu hơn. Tuchel cũng được chú ý vì sử dụng kèm người thành công, khi giao nhiệm vụ cho Ander Herrera kèm Thiago Alcântara trong trận Chung kết UEFA Champions League 2020.
Trong mùa giải 2018–19, sau chấn thương của Neymar, Verratti và Adrien Rabiot, Tuchel đôi khi bỏ qua sơ đồ 4–3–3, và thành công. Trong chiến thắng 4–1 trên sân nhà trước Stade Rennais vào tháng 1 năm 2019, PSG xếp đội hình 4–2–2–2; Khi đội sở hữu bóng, một tiền vệ phòng ngự sẽ lùi vào giữa các hậu vệ trung tâm để tạo ra hàng hậu vệ thứ ba, trong khi các hậu vệ cánh được đẩy lên phía trước. Điều này có nghĩa là tiền vệ còn lại sẽ hoạt động như một sự hiện diện phòng ngự bao quát, trong khi bốn tiền đạo sẽ giữ vị trí cao và rộng, di chuyển không thường xuyên để tạo ra các phương án chuyền dọc để phá vỡ hàng phòng ngự. Trong phòng ngự, PSG sẽ lùi về đội hình 5–3–2, và điều chỉnh thành 4–4–2 trước gegenpress. Những thay đổi này đã dẫn đến một số chỉ trích, với việc PSG chuyển sang đá 3–5–2 trước Lyon dẫn đến trận thua 2–1 vào tháng 2 năm 2019.
Chelsea dưới thời Tuchel luôn chơi với một hàng phòng ngự dâng cao cùng với hệ thống pressing chính xác để giảm thiểu tốc độ tấn công hoặc phản công của đối phương. Tuchel cũng muốn Chelsea phải chơi nhanh, trực diện bằng việc chuyền bóng trực diện, chuyền bóng ra sau lưng tiền vệ hoặc hậu vệ đối phương theo chiều dọc sân mỗi khi có cơ hội. Ở khía cạnh này, Tuchel khiến người ta liên tưởng tới Jurgen Klopp nhiều hơn Pep. Ngoài ra, Chelsea dưới thời Tuchel đôi khi cũng đột ngột thực hiện một đường chuyền chéo sân để chuyển hướng tấn công và khiến phá vỡ kết cấu đội hình đối thủ cũng như khiến nó bị xô lệch.
Sơ đồ 3-4-2-1 giúp ích rất nhiều cho cả 2 lối tấn công kể trên của Chelsea. Tuchel không sử dụng 2 tiền đạo cánh theo kiểu bám biên. Thay vào đó, số 2 trong sơ đồ 3-4-2-1 nghĩa là 2 cầu thủ chơi như 2 số "10" gần trung phong cắm ở khu vực trung lộ. Tuchel dùng người như vậy bởi 2 cầu thủ này có thể cung cấp các đường chuyền trực diện theo chiều dọc sân cho Chelsea.
Cộng thêm với việc 2 hậu vệ biên dâng cao giúp đội hình The Blues có cả chiều sâu lẫn chiều rộng, giúp Chelsea rất khó bị bắt bài khi tấn công và luôn ở trong tư thế sẵn sàng để tung ra một đường chuyền chéo sân.

## Thống kê sự nghiệp huấn luyện
Tính đến ngày 6 tháng 9 năm 2022
| Đội                 | Từ                  | Đến                  | Thống kê | Thống kê | Thống kê | Thống kê | Thống kê | Nguồn                                           |
| Đội                 | Từ                  | Đến                  | Trận     | Thắng    | Hòa      | Thua     | % Thắng  | Nguồn                                           |
| ------------------- | ------------------- | -------------------- | -------- | -------- | -------- | -------- | -------- | ----------------------------------------------- |
| FC Augsburg II      | 1 tháng 7 năm 2007  | 30 tháng 6 năm 2008  | 34       | 20       | 8        | 6        | 058,8    | [ 154 ]                                         |
| Mainz 05            | 3 tháng 8 năm 2009  | 11 tháng 5 năm 2014  | 184      | 72       | 46       | 66       | 039,1    | [ 156 ] [ 157 ] [ 158 ] [ 159 ] [ 160 ] [ 161 ] |
| Borussia Dortmund   | 29 tháng 6 năm 2015 | 30 tháng 5 năm 2017  | 107      | 67       | 23       | 17       | 062,6    | [ 164 ] [ 165 ] [ 166 ]                         |
| Paris Saint-Germain | 14 tháng 5 năm 2018 | 24 tháng 12 năm 2020 | 127      | 95       | 13       | 19       | 074,8    | [ 169 ]                                         |
| Chelsea             | 26 tháng 1 năm 2021 | 7 tháng 9 năm 2022   | 100      | 60       | 24       | 16       | 060,0    | [ 172 ]                                         |
| Bayern München      | 24 tháng 3 năm 2023 | 30 tháng 5 năm 2024  | 20       | 12       | 3        | 5        | 060,00   | [ 172 ]                                         |
| Tổng cộng           | Tổng cộng           | Tổng cộng            | 585      | 337      | 119      | 129      | 057,61   |                                                 |

## Thành tích huấn luyện

### Câu lạc bộ

#### Borussia Dortmund
- DFB-Pokal: 2016–17

#### Paris Saint-Germain
- Ligue 1: 2018–19,[173] 2019–20[174]
- Couple de France: 2019–20[175]
- La Coupe de la Ligue: 2019–20[96]
- Trophée des Champions: 2018,[176] 2019[177]

#### Chelsea
- UEFA Champions League: 2020–21
- UEFA Super Cup: 2021
- FIFA Club World Cup: 2021

#### Bayern München
- Bundesliga: 2022–23

### Cá nhân
- Huấn luyện viên xuất sắc nhất mùa giải của UEFA: 2020–21
- Huấn luyện viên xuất sắc nhất thế giới năm 2021
- Huấn luyện viên xuất sắc nhất tháng Premier League: Tháng 3 năm 2021, tháng 8 năm 2021
- Huấn luyện viên người Đức xuất sắc nhất năm: 2021